# Egica
Egica dei Visigoti, Egica anche in spagnolo, in catalano e in portoghese (610 circa – Toledo, 702), è stato re dei Visigoti dal 687 al 702.

## Origine
Secondo il Diccionario biográfico español, Real Academia de la Historia, Egica era nipote (figlio di un fratello o di una sorella di cui non si conosce il nome) del re dei visigoti Vamba; secondo le Cronache di Alfonso III, Egica era parente di Vamba (Egicani consubrino Bambani regi).

Egica era inoltre era il genero del suo predecessore, Ervige, di cui aveva sposato la figlia Cixilona.

L'Europa nel 651; il regno dei Visigoti, durante il regno di Egica, occupava la quasi totalità della penisola iberica e la Gotia, nella Gallia sud-occidentale

## Biografia
Egica nel 683 sposò Cixilona, la figlia del re dei Visigoti Ervige, come riporta Henri Leclercq nel suo L'Espagne chrétienne, e come confermano anche le Cronache di Alfonso III.

In quello stesso anno Egica (Egica comes scanciarum et dux) era citato nei Supplementa ex conciliorum actis excepta del XII Concilio di Toledo.
Nel 687 Ervige, ammalatosi gravemente secondo il Diccionario biográfico español, Real Academia de la Historia, nonostante avesse anche discendenza maschile designò come successore il genero Egica, e abdicò, dopo essersi fatto promettere che Egica avrebbe protetto la sua famiglia e i suoi seguaci, come riporta lo storico Rafael Altamira y Crevea.
Ervige, secondo il Laterculus regum Visigothorum, morì il 15 novembre dello stesso anno a Toledo, dopo avere regnato sei anni e quattro mesi.

Il Chronica Regum Visigotthorum cita Ervige, confermando che fu re per sette anni e venticinque giorni, come il Laterculus regum Visigothorum; mentre il Chronicon Albeldense conferma che Ervige regnò sei anni, convocò diversi concili, diede la figlia in sposa a Egica e morì a Toledo.
Egica, succeduto al suocero, convocò immediatamente il XV Concilio di Toledo, che si raccolse l'11 maggio 688 nella chiesa dei Santi Apostoli, affinché venisse liberato da uno dei due giuramenti, poiché se avesse reso giustizia al popolo avrebbe dovuto restituire ai legittimi proprietari tutti i beni di cui la casa reale si era impadronita. Ma il concilio dispose che i giuramenti potevano considerarsi complementari, in quanto era stato giusto castigare i colpevoli, mentre si doveva prestare protezione agli innocenti
Dopo avere divorziato e ripudiato la moglie Cixilona degradò i parenti di Ervige e punì i nobili che avevano partecipato alla cospirazione contro suo zio Vamba e, non soddisfatto delle conclusioni del concilio di Toledo, convocò a Saragozza, per il 1º novembre 691, un sinodo di vescovi del regno, che revocò parzialmente le decisioni del concilio di Toledo e gli diede mano libera con la famiglia reale e fu stabilito che la vedova di Ervige, Liuvigoto, fosse inviata in un convento.
I conflitti con la nobiltà però rimanevano e nel 692 prese corpo una ribellione che aveva nel Metropolita di Toledo, Siseberto, l'ispiratore; Egica si trasferì nella provincia Tarraconense, molto probabilmente a Saragozza, dove si sentiva più al sicuro. Allora, verso la metà del 692, i ribelli posero sul trono Sunifredo, incoronato da Siseberto.

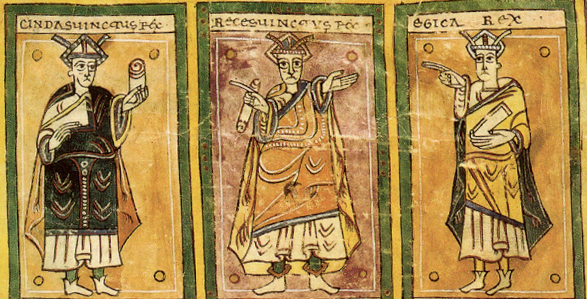
I re Visigoti Chindasvindo, Reccesvindo e Egica secondo il Codex Vigilanus o Chronicon Albeldense.

Egica, raccolto un esercito, marciò su Toledo, che conquistò con le armi circa nel marzo del 693; in quello stesso anno, imposta nuovamente la sua autorità, Egica convocò il XVI Concilio di Toledo, che si riunì il 25 aprile e si concluse il 2 maggio, il quale gli permise di confiscare i beni dei ribelli e incorporarli nel tesoro reale. Il vescovo di Toledo, Siseberto, fu spretato e scomunicato. Il successore fu scelto tra i vescovi fedeli al re, così come il nuovo vescovo di Siviglia.

Questo concilio confermò anche la pena della castrazione per gli omosessuali.
Continuando nella politica di Ervige modificò il codice di Reccesvindo a favore del mantenimento del trono alla sua famiglia. 
Nello stesso tempo varò diverse norme contro gli ebrei, che furono ratificate dal XVII Concilio di Toledo, tenuto tra il 694 e il 695 per ingraziarsi la chiesa e quindi evitare, alla sua morte, persecuzioni alla sua famiglia, come era avvenuto in passato.

Tutti gli ebrei maschi del regno dovevano essere venduti come schiavi e i bambini essere ceduti a famiglie cristiane per essere cresciuti nella fede cattolica. A seguito di ciò molti ebrei si convertirono forzatamente mentre altri, pur di mantenere la loro fede, si rifugiarono in Nordafrica.

Questa legge non ebbe applicazione in Settimania.
Dopo il XVII Concilio di Toledo Egica associò al regno il proprio figlio Witiza, come riportano le Cronache di Alfonso III.
Nel 698 il califfo omayyade ʿAbd al-Malik ibn Marwān nominò governatore del Nordafrica il generale yemenita Musa bin Nusair, che portò a termine la conquista dei territori berberi e migliorò la flotta per la futura conquista delle isole Baleari ai Bizantini come riportato nelle Continuationes Isidorianae.
il 15 novembre del 700 Egica nominò successore suo figlio, Witiza, a cui conferì il governo della Galizia; sembra però che Witiza assumesse il controllo di tutto il regno, e i due anni seguenti furono detti del governo congiunto, confermato dalle monete coniate come Regni concordia.
Egica morì nel 702, dopo avere regnato dieci anni da solo e cinque anni con il figlio Witiza che gli succedette.

Il Chronica Regum Visigotthorum cita Egica, confermando che fu unto re nel mese di dicembre, come il Laterculus regum Visigothorum, che poi precisa che Egica e il figlio Witiza regnarono 27 anni; mentre il Chronicon Albeldense conferma che Egica regnò quindici anni, sposò la figlia del suo predecessore, associò al trono il proprio figlio Witiza e morì a Toledo.

## Matrimonio e discendenza
Egica, nel 683, aveva sposato Cixilona, la figlia del re dei visigoti, Ervige.
Egica da Cixilona ebbe due figli:
- Witiza, re dei Visigoti[24];
- Oppas (ca.685-dopo il 722) fu vescovo di Toledo[18], fu il consigliere del nipote Agila, nella lotta per il trono contro Roderico, e, dopo la conquista musulmana, rientrò in possesso del vescovado di Toledo. Nel 722, dopo la battaglia di Covadonga, nel tentativo di negoziare per conto dei musulmani, fu catturato da Pelagio, re delle Asturie[25].

### Fonti primarie
- (LA)  Chronica Regum Visigotthorum, España Sagrada Tomo II.
- (LA)  Anastasii abbatis opera omnia.
- (LA)  Monumenta Germaniae Historica, Auctorum antiquissimorum, tomus XI, Continuationes Isidorianae.
- (LA)  Monumenta Germaniae Historica, Auctorum antiquissimorum, tomus XIII, Laterculus regum Visigothorum.
- (LA)  Monumenta Germaniae Historica, Leges nationum Germanicarum (LL nat. Germ.).
- (LA)  #ES Cronica Alfonso III.

### Letteratura storiografica
- Rafael Altamira, La Spagna sotto i Visigoti, in Storia del mondo medievale, vol. I, Garzanti, 1999,  pp. 743-779.
- (FR)  #ES L'Espagne chrétienne